# Korzár

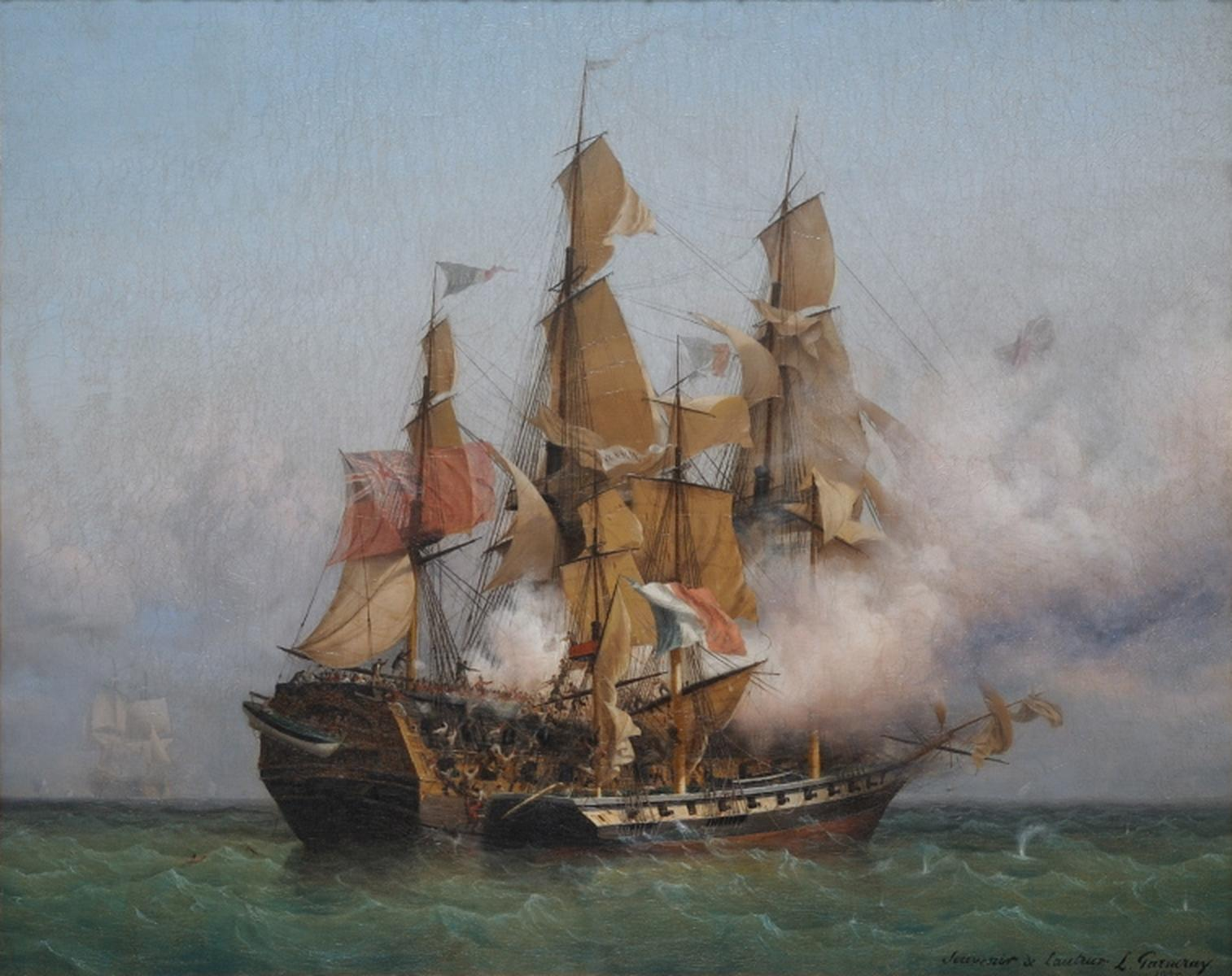
Dobytí lodi britské Východoindické společnosti Kent francouzským korzárem Robertem Surcoufem na korvetě Confiance 7. října 1800. Obraz namaloval přímý účastník akce, francouzský námořník a malíř Ambroise-Louis Garneray.

Korzár (francouzsky corsaire z lat. cursarius tj. „nájezdník“) či privatýr (anglicky privateer) nebo kaper (nizoz.) je jinak soukromá osoba, která obdržela od své vlády oficiální pověření k vedení kořistnické činnosti na moři. Ta spočívala v napadání obchodních lodí nepřátelské mocnosti a jejich zajímání. Svou činnost provozovala vlastní lodí a zisk z ní byl buď jejím vlastnictvím, nebo se o něj dělila dohodnutým způsobem s vystavovatelem tzv. kaperského (lapačského) listu (franc. lettre de marque). Kořist podléhala potvrzení státního úřadu, v Anglii kořistním soudem (angl. prize court). Korzárské lodě nebyly považovány za součást ozbrojených sil daného státu. Korzárství vzniklo v 16. století a oficiálně bylo zakázáno Pařížskou deklarací o námořním právu, která byla přijata roku 1856 na mírovém kongresu v Paříži konaném po krymské válce. Slovem kaper nebo korzár je často označována také samotná loď.
Za války korzáři napadali obchodní lodi a kolonie protivníka. Při vzájemném politickém napětí mezi státy někdy pokračovali v akcích i v době trvajícího míru. Hlavní rozdíl mezi pirátem a kaperem byl předpoklad, že svoji činnost vyvíjí nikoli na základě finanční motivace, ale na základě vlastenectví, z toho se pak odvíjel právní náhled na tuto problematiku, kdy na zajaté kapery mělo být pohlíženo jako na válečné zajatce. To se zpravidla nedělo, ale lodě neutrálních států nebyly napadány a ty pak na kapery nepohlížely jako na piráty. Výjimku z tohoto pravidla činila loď mající více kaperských osvědčení ze zemí, které nebyly ve vojenské koalici.